# Observatório Boyden
O Observatório Boyden é um observatório de pesquisa astronômica e educação científica localizado em Maselspoort, 20 km a nordeste da cidade de Bloemfontein, em Estado Livre, África do Sul. O observatório é administrado pelo Departamento de Física da Universidade do Estado Livre (UFS). Os Amigos de Boyden ajudam o observatório como um grupo de apoio público, organizando abertura à noite e protegendo o seu interesse público. Boyden também é usado por membros da Sociedade Astronômica da África do Sul em Bloemfontein, o clube da cidade de astronomia amadora, para os apresentadores e assistentes de telescópio.

## História
A Estação de Boyden do Observatório de Harvard foi fundada em 1889 pela Universidade de Harvard no Monte Harvard perto de Lima, Peru. Ele foi transferido para Arequipa, Peru, em outubro de 1890. Foi nomeado em homenagem de Uriah A. Boyden, que em 1879 deixou em seu testamento 238 mil dólares para o Observatório de Harvard, a ser utilizado para fins astronômicos. O trabalho significativo feito em Arequipa incluem a descoberta de Febe, um satélite exterior de Saturno, por William Henry Pickering.
Em 1927, o observatório foi transferido para sua localização atual na África do Sul. Isso foi feito porque era esperado que Bloemfontein seria menos turva que Arequipa, que após dois anos de gravação provou ser verdade. O local perto do assentamento de Mazelspoort foi formalmente dedicado em 1933. O seu primeiro diretor com longa data na África do Sul foi John S. Paraskevopoulos, que ocupou o cargo entre 1927 a 1951. A questões financeiras em Harvard quase levou ao encerramento de Boyden em 1954, mas vários países europeus tornaram-se parceiros no financiamento e usando o observatório. Em 1975, Harvard, que tinha transferido o título para o Smithsonian Institution, anunciou que iria retirar o seu apoio no ano seguinte. A UFS concordou em apoiar a instalação, e foi doado à UFS em 1976.